# Villa Dora
Villa Dora és una casa de Sant Feliu de Llobregat (Baix Llobregat) inclosa a l'Inventari del Patrimoni Arquitectònic de Catalunya.

## Descripció
L'habitatge és d'una planta i coronat per balustrada i poms decoratius amb garlandes (potser de pedra artificial). La façana és simètrica: porta central amb finestra a banda i banda. La part superior de les finestres estan decorades amb maó arrebossat i rajoles monocromes.

## Història
És un edifici de caràcter eclèctic i estèticament correspon a una idea noucentista i per tant, està datat sobre els anys 1920.